# Wolja (Schiff)
Die Wolja (ukrainisch Воля Volya) war ein russisches Großlinienschiff der Imperatriza-Marija-Klasse, das im Spätherbst 1918 kurzzeitig von der deutschen Kaiserlichen Marine in Betrieb genommen wurde, um es eventuell gegen alliierte Streitkräfte oder das verbündete Osmanische Reich als Druckmittel im Konflikt um den Kaukasus zu benutzen.

## Dienstzeit

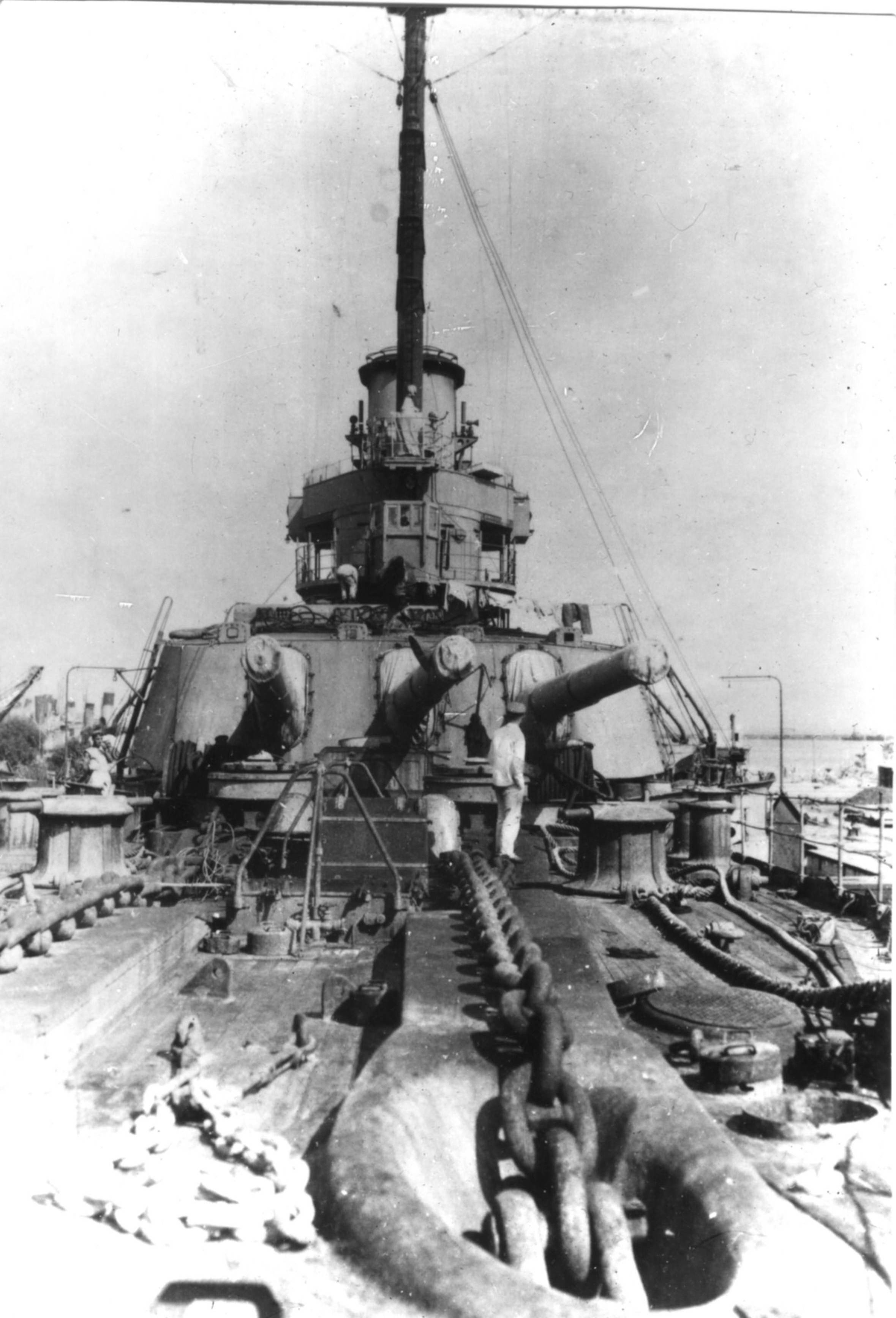
Abbildung der Wolja, Aufnahmeort und -zeit unbekannt

Obwohl das Schiff bereits im April 1914 vom Stapel gelaufen war, war es erst nach der russischen Februarrevolution einsatzbereit und wurde von der provisorischen Regierung unter Alexander Fjodorowitsch Kerenski in Wolja (russisch für „Freiheit“) umgetauft.
Der einzige Kriegseinsatz der Wolja fand vom 1. bis ca. 4. November 1917 statt. Sie lief zusammen mit einem Flugzeugmutterschiff und einem Zerstörer von Sewastopol an die bulgarisch-osmanische Küste, um die osmanisch-deutschen Schiffe Goeben und Breslau abzufangen, die dort vermutet wurden. Eine zweite an diesem Unternehmen beteiligte Schiffsgruppe bestand aus ihrem Schwesterschiff Swobodnaja Rossija, drei älteren Linienschiffen und drei Zerstörern. Befehligt wurde das Unternehmen von Vizeadmiral Alexander Nemits (1879–1967) an Bord der Swobodnaja Rossija. Während des Einsatzes begann die Besatzung des Flaggschiffs zu meutern und forderte die Rückkehr nach Sewastopol unter dem Hinweis, dass für sie der Krieg beendet sei. Daraufhin musste das Unternehmen abgebrochen werden. Die Gruppe der Wolja kreuzte noch einige Tage vor dem Bosporus, ohne aber die Breslau zu sichten, die bereits am Abend des 1. November 1917 wieder in den Bosporus eingelaufen war.
Bei der Annäherung deutscher Truppen nach Sewastopol wurde die Wolja zusammen mit anderen Einheiten der russischen Flotte nach Noworossijsk verlegt, kehrte aber aufgrund der Abmachungen des Deutschen Reichs mit der Sowjetregierung im Friedensvertrag von Brest-Litowsk im Juni 1918 in das inzwischen von deutschen Truppen besetzte Sewastopol zurück.
Nach Gröner befand sich das Schiff zusammen mit anderen russischen Einheiten ab dem 19. Juni 1918 unter der Reichskriegsflagge. Nach der Darstellung bei Hildebrand/Röhr/Steinmetz wurde die Wolja im September 1918 mit einer aus Deutschland angereisten Probefahrtbesatzung unter dem Kommando des Hafenkapitäns von Sewastopol, Kapitän zur See Walter Isendahl (1872–1945), ohne offizielle Indienststellung in Betrieb genommen. Nach dem dienstlichen Bericht des Befehlshabers der Marine-Kommandos im ehemals russischen Schwarzmeergebiet, Vizeadmiral Albert Hopman, vom 15. Oktober 1918 aus Sewastopol, stellte die Wolja (von ihm Volja geschrieben) an diesem Tag in Dienst, nachdem die Besatzung vollzählig eingetroffen war. Er bemerkte dazu:

„Die größte Schwierigkeit wird die Gefechtsbereitschaft der schweren Artillerie machen, da unser Personal hierbei vor vollständig unbekannten Einrichtungen steht. Bisher hat es an dem erforderlichen Mechanikerpersonal gefehlt, jetzt werden die Arbeiten wohl etwas schneller fortschreiten. Ebenso schwierig wird die Durchbildung der Befehlsübermittlung sein, die sich gleichfalls auf ganz anderen Grundsätzen als den unserigen aufbaut.“

Nach den Tagebuchaufzeichnungen Hopmans vom 4. November 1918 lief die Wolja an diesem Tag um 05:00 Uhr aus zum Anschießen der Geschütze. Ihr 1. Artillerieoffizier war Kapitänleutnant Karl Elsässer (1883–1958). Ein 2020 in Privatbesitz entdecktes und an das Stadtarchiv Schwäbisch Gmünd abgegebenes Tagebuch eines einfachen Matrosen gewährt Einblicke in den Alltag an Bord und wurde 2021 in Edition veröffentlicht. Bereits am 11. November 1918 wurden 500 Mann der Besatzung des Linienschiffs in Richtung Deutschland abtransportiert, die Restbesatzung folgte am 14. November. Offenbar unmittelbar danach wurden die in Sewastopol befindlichen ehemaligen russischen Schiffe an die örtlichen russischen Behörden übergeben, denn als am 24. November 1918 britische Einheiten unter Kapitän zur See Percy Royds Sewastopol anliefen, wurde auf der Wolja die Andreas-Flagge gehisst.
Die militärisch-politischen Hintergründe für diese Maßnahmen sind unklar. Nach der offiziellen Marinegeschichtsschreibung sollte mit russischen Schiffen ein alliierter Flottenvorstoß durch die Festungswerke der Dardanellen ins Schwarze Meer verhindert werden:

„Dazu sollte in erster Linie das Großkampfschiff „Wolja“ und mehrere der besten Zerstörer gehören. In dem Friedensvertrag von Brest-Litowsk war die Zugehörigkeit der Schiffe zum russischen Staat anerkannt. Die russische Regierung hatte sich in einem Zusatzvertrag einverstanden erklärt, daß die Schiffe, die sich unter deutscher Aufsicht befanden, zu friedlichen Zwecken, wie zur Wasserpolizei und zur Wiederherstellung minensicherer Gewässer, aber auch bei Kriegsnotwendigkeiten militärisch verwendet werden konnten. Die Indienststellung war jedoch durch den Zustand der Schiffe und Personalmangel in der Heimat erschwert. Auf der Werft von Sewastopol waren unter der Einwirkung der Revolution die Arbeitsverhältnisse denkbar ungünstig. Immerhin wurden von Anfang September ab die Indienststellungen der Wolja, eines Zerstörers der Bespokoiny-Klasse, eines der Sacken-Klasse, dreier älterer Torpedoboote und einiger U-Boote vorbereitet. Die fehlenden Besatzungen sollten aus Deutschland geschickt werden.“

Ob dies der einzige Grund war, die Wolja in Dienst zu stellen, ist unklar. In Walter Zürrers Untersuchung über die deutsche Kaukasuspolitik 1918–1921 findet sich der Hinweis, dass ihr Einsatz als Machtdemonstration gegen das Osmanische Reich gedacht war, mit dessen militärischer Führung unter Enver Pascha es ab Sommer 1918 bei der Besetzung des Kaukasus zu schweren Differenzen über den zukünftigen Einfluss in diesem Gebiet gekommen war, vor allem bezüglich der Ausbeutung der Ölquellen von Baku. General Otto von Lossow, zu diesem Zeitpunkt deutscher Militärbevollmächtigter in Konstantinopel, hatte in einem Schreiben vom 18. Juli 1918 an das Auswärtige Amt schärfste diplomatische Maßnahmen gegen das Osmanische Reich gefordert, so auch die Instandsetzung einiger russischer Schiffe, vor allem eines Großlinienschiffs, um so den Verbündeten zu zeigen, wer „Herr im Schwarzen Meer“ sei (Zürrer, Kaukasien, S. 95). Die Indienststellung eines derartigen Schiffs ergab insofern Sinn, als die Goeben im Januar 1918 durch drei Minentreffer schwer beschädigt, jedoch lediglich provisorisch repariert worden und damit nur bedingt einsatzbereit war. Mit dem von Lossow erwähnten Dreadnought konnte nur die Wolja gemeint sein, da sich im Schwarzen Meer kein anderes Schiff dieses Typs in deutschem Besitz befand.
Am 24. November 1918 wurde das Schiff an ein britisches Kommando des Leichten Kreuzers Canterbury übergeben. Mit einer Rumpfbesatzung aus Mannschaften des britischen Schlachtschiffs Agamemnon verlegte die Wolja am 21./22. Dezember 1918 in das türkische İzmit, offenbar um den Zugriff der auf Sewastopol vorrückenden Roten Armee auf das Schiff zu verhindern. In Izmit verblieb die Wolja bis zum 29. Oktober 1919, als sie mit einer erneuten Rumpfbesatzung, diesmal bestehend aus Mannschaften des Schlachtschiffs Iron Duke, zurück nach Sewastopol verlegt wurde. Hier wurde sie am 1. November dem Marinekommando von General Pjotr Nikolajewitsch Wrangel übergeben und schließlich als General Aleksejew von der Weißen Armee wieder in Dienst gestellt.
Am 14. November 1920 verlegte die General Aleksejew zusammen mit anderen russischen Schiffen zuerst nach Konstantinopel und dann im Dezember 1920 mit dem sogenannten Russischen Geschwader, den verbliebenen Seestreitkräften der Weißen Armee, nach Biserta, Tunesien, wo sie am 19. Dezember 1920 interniert wurde.
Aufgrund von Rückgabeverhandlungen zwischen Frankreich und der Sowjetunion wurde das Schiff 1924 von einer russischen Kommission in Augenschein genommen, für unbrauchbar erklärt und 1936 in russischem Auftrag durch französische Firmen abgewrackt. Die großkalibrigen Geschütze verkaufte Frankreich 1939 an Finnland und Norwegen, wo sie als Küstenbatterien Verwendung finden sollten. Vier Geschütze wurden 1940 von deutschen Truppen auf dem Dampfer Nina in Narvik erbeutet und anschließend auf der deutsch besetzten Insel Guernsey als „Batterie Mirus“ aufgestellt.